# Lý Văn Sâm
Lý Văn Sâm (tên gọi khác là Đào Lê Nhân), 1921 - 2000) là nhà văn Việt Nam, được tặng Giải thưởng Nhà nước về Văn học Nghệ thuật năm 2007.

## Tiểu sử
Lý Văn Sâm (tên gọi khác là Đào Lê Nhân) sinh ngày 17 tháng 02 năm 1921, tại làng Tân Nhuận, quận Tân Uyên, tỉnh Biên Hòa (nay thuộc xã Bình Long, huyện Vĩnh Cửu, tỉnh Đồng Nai).
Trước năm 1945, Lý Văn Sâm làm nghề lâm sản và viết báo, viết văn ở Sài Gòn. Sau năm 1945, ông làm cán bộ tuyên truyền tỉnh Biên Hoà, và viết báo trong Sài Gòn bị tạm chiếm, rồi làm cán bộ đặc khu Sài Gòn – Chợ Lớn. Năm 1949, Lý Văn Sâm bị bắt trong khi đang làm quản lý cho tờ Cộng Đồng. Năm 1950, ra khỏi nhà giam, ông vào chiến khu công tác ở Ban sưu tập Phân liên khu miền Đông. Sau hiệp định Genève (7-1954), ông được phân công về thành phố hoạt động hợp pháp trên mặt trận văn nghệ, báo chí.
Tháng 11 năm 1955, ông lại bị địch bắt và giam tại Trung tâm cai huấn Biên Hòa. Tháng 12 năm 1956, ông tham gia lãnh đạo tù chính trị nổi dậy, cướp súng, phá trại giam, thực hiện vụ phá nhà lao Tân Hiệp nổi tiếng ngày 02 tháng 12 năm 1956 tại Biên Hòa. Ra khỏi tù, ông quay về Chiến khu Đ, tiếp tục hoạt động cách mạng, tham gia lực lượng văn nghệ Giải phóng. Từ năm 1956 đến năm 1958, Lý Văn Sâm làm Chánh văn phòng Bộ chỉ huy các lực lượng vũ trang tỉnh Thủ Dầu Một, Trưởng đoàn Văn công miền Nam, chủ bút báo Chiến Thắng của Quân giải phóng miền Nam. Những năm 1959 đến 1961, ông công tác ở Ban Tuyên huấn Trung ương Cục Miền Nam, lần lượt đảm nhận các chức vụ: Chính trị viên đoàn Văn công Giải phóng, Thư ký tòa soạn báo Văn Nghệ giải phóng, Vụ trưởng Vụ Nghệ thuật (Bộ Văn hóa Chính phủ Cách mạng lâm thời miền Nam Việt Nam).
Năm 1962, Hội Văn nghệ giải phóng thành lập, Lý Văn Sâm được cử làm Tổng thư ký. Sau 1975, ông là Phó tổng thư ký Hội Liên hiệp Văn học Nghệ thuật Việt Nam, Ủy viên Ủy ban Trung ương Mặt trận Tổ quốc Việt Nam, đại biểu Quốc hội (khóa 6) và nhiều năm là Chủ tịch Hội Văn nghệ Đồng Nai (từ 1979).
Ông là đảng viên Đảng Cộng sản Việt Nam; hội viên Hội Nhà văn Việt Nam từ năm 1975.
Ông đã được Nhà nước tặng thưởng Huân chương Độc lập hạng nhì, Huân chương Kháng chiến hạng nhất; được tặng Huy hiệu 40 năm tuổi đảng.
Ông mất ngày 14 tháng 09 năm 2000.

## Sự nghiệp
Lý Văn Sâm là nhà văn tài hoa của miền Nam với gần 50 năm cầm bút. Trong đó, giai đoạn 1945-1954 là thời kỳ sáng tác sung sức nhất của Lý Văn Sâm. Vừa hoạt động cách mạng, vừa tự nuôi thân để sống, nhà văn đã sáng tác nhiều tác phẩm văn học có giá trị. Ông khắc họa chân dung những người trí thức Việt Nam trên những nẻo đường kháng chiến.
Số lượng tác phẩm mà ông để lại khá đồ sộ, tác phẩm của ông vừa trữ tình lãng mạn vừa âm vang hào khí miền Đông anh hùng, đã mang lại niềm yêu thích cho độc giả nhiều thế hệ, có thể kể đến một số tác phẩm tiêu biểu như: Kòn Trô (1941), Rồng bay trên núi Gia Nhang, Nắng bên kia làng (1948), Sương gió biên thùy (1948), Thù nhà nợ nước, Sau dãy Trường Sơn, Ngoài mưa lạnh, Ngàn sau sông Dịch, Nắng bên kia làng, Thêm một ngọn đèn, Một bi kịch đã hạ màn... Mười lăm năm hận sử (1949), Sau dãy Trường Sơn (1949)... Sau này có thêm Bức chân dung (1983), Bến xuân (1985), Ngàn sau sông Dịch (1988). Trong đó, hai tác phẩm Kòn Trô và Sương gió biên thùy đã được hãng phim TFS của Đài Truyền hình TP. Hồ Chí Minh chuyển thể kịch bản, dựng phim và công chiếu, thu hút đông đảo người xem.
Cùng với Vũ Anh Khanh, Lý Văn Sâm được các nhà nghiên cứu văn học đánh giá là một trong hai cây bút xuất sắc nhất ở miền Nam giai đoạn 1945-1954.
Năm 2007, ông được truy tặng Giải thưởng Nhà nước về Văn học Nghệ thuật với các tác phẩm: tiểu thuyết Sau dãy Trường Sơn, tập truyện ngắn Sương gió biên thùy và Toàn tập Lý Văn Sâm.

## Tác phẩm chính
- Sương gió biên thuỳ (truyện ngắn, 1948);
- Mười năm hận sử (truyện vừa, 1948);
- Sau dãy Trường Sơn (truyện dài, 1949);
- Ngoài mưa lạnh (truyện ngắn, 1950);
- Bến xuân (truyện ngắn, 1982);
- Những bức chân dung (truyện ngắn, 1983);
- Ngàn sen sông Địch (truyện ngắn, 1988);
- Tiểu thuyết Lý Văn Sâm (1992).

Nguồn:

## Vinh danh
- Giải thưởng Nhà nước về Văn học Nghệ thuật năm 2007
- Huy hiệu 40 năm tuổi đảng

### Khen thưởng
- Huân chương Độc lập hạng nhì
- Huân chương Kháng chiến hạng nhất

### Đặt tên đường phố
- Thành phố Biên Hòa có một con đường mang tên Lý Văn Sâm[2]